# Chicago May
Chicago May (née May Duignan en 1871 à Edenmore, comté de Longford, et morte en 1929 à Philadelphie) est une criminelle d'origine irlandaise, connue pour avoir sévi aux États-Unis, au Royaume-Uni et en France.

## Biographie
Fille de paysans pauvres, à l'âge de 19 ans et après avoir volé les économies de sa famille, May Duignan s’enfuit d'Irlande la nuit où sa mère donne naissance à son cinquième enfant pour s'embarquer pour l'Amérique. Elle arrive à New York en 1890 et s'installe à Chicago en 1893 où elle vit quelques années d'arnaques et de prostitution.
May Duignan avait une beauté magnétique, de profonds yeux bleus et une superbe chevelure rousse, elle capturait le cœur des hommes et rayonnait d'esprit et de charme, amassant des sommes d'argent importantes en alliant la prostitution au vol et au chantage. Elle est devenue une figure familière pour les joueurs, gangsters et courtisanes dans les clubs à la mode du district de New York.
En quelques années, May Duignan devient Chicago May, prostituée, voleuse, arnaqueuse, danseuse de revue musicale, célèbre dans toute l’Amérique du début du siècle. Elle côtoie notamment les frères Dalton à Philadelphie et parcourt le pays du Nebraska à New York et Chicago, en passant par Le Caire, Londres puis Paris.
À New York, elle travaille comme danseuse dans la comédie musicale, La Belle de New York. D'après les membres de la chorale, elle a été introduite dans le monde de la prostitution, mais elle a continué son travail sur scène beaucoup moins lucratif et utilisait ce dispositif pour attirer les clients. Elle a ensuite épousé un jeune officier, James Mountgomery Sharpe, mais ils ont divorcé au bout de trois mois et elle a pris 10 000 $ de sa fortune. May a vécu une vie luxueuse, elle portait des bijoux coûteux et des fourrures, elle fréquentait des hôtels  et des restaurants somptueux et voyageait en première classe.
Afin d'échapper à la justice de New York, elle s'installe à Londres en 1900, puis à Paris en 1903 avec son amant, Eddie Guerin, pour préparer le casse de l'American Express. À leur arrivée, les autres membres du gang, qui manquent totalement de discrétion, sont pris en filature par les membres de la Sûreté nationale. Après avoir dévalisé le coffre de l'American Express, ils prennent le train pour Londres. Eddie Guerin est reconnu à Calais dans le train et le couple est jugé et condamné. Elle est emprisonnée à Paris (prison Saint-Lazare), à Fresnes puis à Clermont.
Elle est jugée pour avoir accepté l'argent du  braquage de l'agence American Express. Après sa condamnation à cinq ans de travaux forcés, elle est conduite à la prison de Montpellier. Son amant, Guerin est condamné aux travaux forcés à perpétuité et déporté au bagne en Guyane française.
Après avoir purgé la moitié de sa peine, elle a dit avoir séduit un médecin de la prison qui a signé un certificat médical pour sa libération.
En 1907, elle est condamnée à quinze ans de travaux forcés pour avoir tiré sur Eddie Guerin, son ancien amant, récemment évadé du bagne de l'île du Diable.
Elle est emprisonnée à la prison d'Aylesbury de Londres où elle fait la connaissance de la comtesse Constance Markievicz. À sa sortie, elle émigre aux États-Unis, en passant par Ellis Island, avant de reprendre sa vie menée pendant des années.
May a publié, en 1928, ses mémoires de criminelle, un récit de souvenirs sur sa vie.
Sa beauté disparue, elle est devenue alcoolique et meurt en 1929, à la suite d'une opération des trompes de Fallope, à la veille de son mariage avec Charles Smith, son complice de longue date, et un an après avoir publié son autobiographie. Elle est enterrée au cimetière de Fernwood, à Philadelphie.

## Dans la culture populaire
À partir des mémoires de l'intéressée, Nuala O'Faolain écrit sa biographie, L'Histoire de Chicago May, qui reçoit le prix Femina étranger en 2006.